# دهستان تنبلان
دهستان تنبلان، یکی از دهستان‌های بخش کاروان شهرستان زرآباد در استان سیستان و بلوچستان ایران است. مرکز این دهستان، روستای تنبلان است.

## جمعیت
بر پایه سرشماری عمومی نفوس و مسکن در سال ۱۳۹۵، جمعیت دهستان تنبلان برابر با ۴٬۴۸۰ نفر بوده‌است.